# Копище (Житомирская область)
Ко́пище (укр. Копище) — село в Коростенском районе Житомирской области Украины. Основано в 1459 году.
Близ села проходит белорусско-украинская граница.
Код КОАТУУ — 1824484801. Население по переписи 2001 года составляет 983 человека. Почтовый индекс — 11010. Телефонный код — 4135. Занимает площадь 2,83 км².